# زرشک ویلکاکس
زرشک ویلکاکس (نام علمی: Berberis wilcoxii) نام یک گونه از سرده زرشک است.